# 미나미오구니정
미나미오구니정(일본어: 南小国町 미나미오구니마치[*])은 일본 구마모토현 북동부에 있는 아소군의 정이다.

## 경제
농업을 주산업으로 하지만 최근에는 구로카와 온천을 포함해 인기 있는 온천지가 있는 것으로 알려져 있다. 또 세노모토 고원 등 자연 경관도 아름답고 많은 외지인들이 방문한다.

## 지리
아소 외륜산 바깥쪽의 해발 430~945m의 고원 지대로 근처의 오구니정과 함께 오구니향(小国郷)으로 불린다. 동쪽에는 규슈 본토 최고봉인 오이타현의 구주산이 보이고 규슈 최대 하천인 지쿠고강의 발원지이기도 하다. 일부는 아소쿠주 국립공원에 속한다.

## 인접한 자치체
- 구마모토현
  - 아소군 오구니정·우부야마촌
  - 아소시

- 오이타현
  - 히타시
  - 다케타시
  - 구스군 고코노에정

## 역사
- 1889년 4월 1일 - 정촌제 시행으로 미나미오구니촌이 성립하였다.
- 1969년 11월 1일 - 정으로 승격해 미나미오구니정이 되었다.

## 경제
쌀·고랭지 야채·축산 등의 농업 및 오구니 삼·편백 등의 임업, 온천 등의 관광이 주산업이다. 2004년도 정내 총생산은 170억 엔이었다. 다카타 절임, 표고버섯, 버섯, 저지 우유 등이 특산품이다.

## 교통

### 도로
- 국도 212호선
- 국도 442호선